# Weißer Fleck
Als weißen Fleck bezeichnet man umgangssprachlich ein unbekanntes, unerforschtes, nicht erschlossenes Gebiet (vgl. auch Terra incognita).
Es handelt sich hier um die verkürzte Form der Redewendung „ein weißer Fleck auf der Landkarte“. Der „Weiße Fleck“ wird gerne als Metapher für ein unbekanntes Wissensgebiet verwendet.

## Kartografie

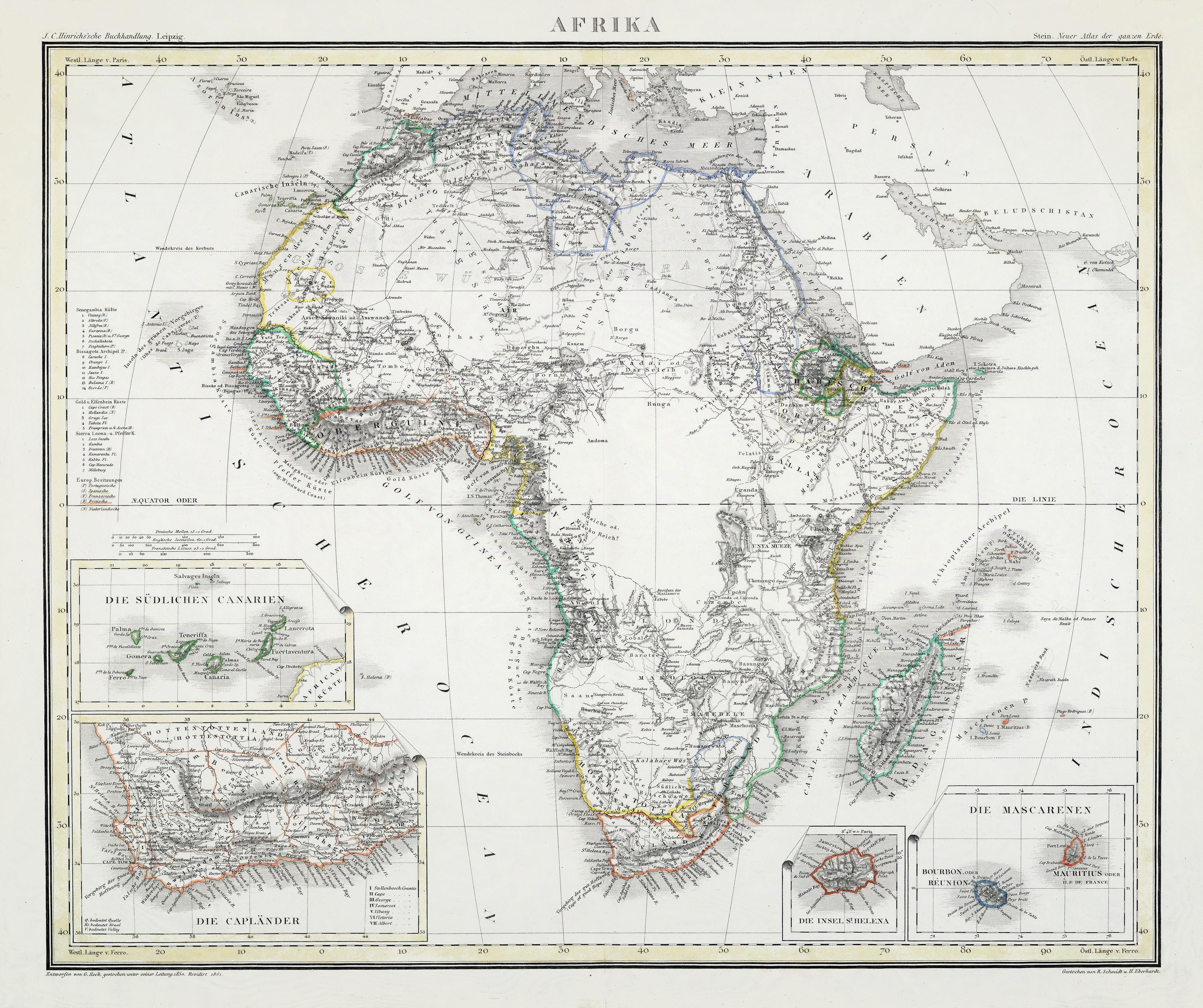
Weiße Flecken auf einer Afrikakarte von 1861

Weiße Flecken sind keineswegs ein typisches Merkmal alter Landkarten. Zwar waren in den frühen Epochen der Kartografie große Teile der Erdoberfläche unerforscht, doch wurden diese Flächen auf den Karten selten leer gelassen. Der horror vacui der Kartografen führte dazu, dass Verzierungen, imaginäre Gebirge oder Fabelwesen die Stellen ausfüllten, über die kein geografisches Wissen vorhanden war. Erst im 19. Jahrhundert, als streng wissenschaftliche Ansprüche gegenüber dem künstlerischen Aspekt der Karte wichtiger wurden, ging man dazu über, auch das „Nichtwissen“ systematisch in Form von weißen Flächen darzustellen. Solche Flächen befanden sich überwiegend im Landesinnern von Afrika, gegen Ende des 19. Jahrhunderts aber nur noch in den Polargebieten. Da aber auch vergletscherte Regionen weiß dargestellt werden und die Polarregionen nur in kleinen Maßstäben erfasst waren, handelte es sich nicht mehr um ein augenfälliges Merkmal.
Mit der Erfindung des Flugzeugs und später mit Erdbeobachtungssatelliten konnten auch die letzten unbekannten Gebiete erschlossen werden. Nicht zu vergessen sind diejenigen 71 % der Erdoberfläche, die von Ozeanen bedeckt sind. Der Ozeanboden konnte erst Mitte des 20. Jahrhunderts mit Hilfe des Echolots systematisch kartografiert werden.

## Netzwerke
Weiße Flecken werden im übertragenen Sinne überwiegend in Netzwerken (Telekommunikationsnetze, Verkehrsnetze, Versorgungsnetze) jene Gebiete genannt, in denen die Netzdichte (etwa im Straßennetz, Schienennetz oder Wasserstraßennetz) oder die Netzabdeckung (Funknetze wie beim Mobilfunknetz) unter dem allgemeinen Durchschnitt liegt oder für Netzteilnehmer nicht verfügbar sind. Die Beschäftigung mit Netzwerken selbst galt lange Zeit als „weißer Fleck“ in der Wirtschaftswissenschaft. Die Netzwerkökonomik hat diese Lücke  beseitigt. Generell gilt, dass „weiße Flecken“ in Ballungsräumen mit hoher Bevölkerungsdichte kaum vorhanden sind, dafür aber häufiger in abgelegenen Gebieten.
Die Bundesnetzagentur hat die Mobilfunknetzbetreiber im Jahre 2021 verpflichtet, bis Dezember 2022 mindestens 98 % der Privathaushalte, alle Bundesautobahnen, die wichtigsten Bundesstraßen und Schienenwege sowie bis Dezember 2024 alle übrigen Bundesstraßen mit einer Datenübertragungsrate von mindestens 100 Mbit/s zu versorgen. Darüber hinaus sollen bis Ende 2024 alle Landes- und Staatsstraßen, die wichtigsten Seehäfen, das Kernnetz der Wasserstraßen sowie alle übrigen Schienenwege mit mindestens 50 Mbit/s versorgt werden. Ferner sind bis Ende 2022 jeweils 1.000 „5G-Basisstationen“ und 500 Basisstationen mit mindestens 100 Mbit/s in „weißen Flecken“ in Betrieb zu nehmen.
Dagegen ist das Funkloch lediglich eine standortabhängige, temporäre Netzstörung, ausgelöst durch nahe Abschattungen wie Tunnel, Gebäude oder Gebirge.

## Weitere Bedeutungen
Umgangssprachlich redet man auch in Bezug auf Wissenslücken beim Menschen von „weißen Flecken auf der Landkarte des Wissens“. Um weiße Flecken handelt es sich ferner bei den frei gebliebenen Seiten oder Teilen von Seiten in Presseorganen, auf denen keine Texte bzw. Abbildungen zu sehen sind, bei kleineren Flächen als eine Tendenz (oder Mode) im Zeitungslayout des frühen 21. Jahrhunderts. Ursache dafür können auch Eingriffe durch Zensur sein.